# Герасимчук Михайло Іванович
Михайло Іванович Герасимчук (нар.1 жовтня 1947, село Майдан-Бобрик, Літинський район, Вінницька область — пом. 7 листопада 2013, місто Київ) — український політик, народний депутат України від КПУ, член Комітету з питань законодавчого забезпечення правоохоронної діяльності.

## Освіта
- 1973 — Українська сільськогосподарська академія, вчений агроном.
- 1992 — Київський інститут політології та соціального управління, політолог-соціолог.

## Кар'єра
Трудову діяльність розпочав одразу по закінченню середньої школи в 1965 році, електриком. Потім працював обліковцем, бригадиром колгоспу «Перемога» села Уладівка, головним агрономом — заступником директора Уладівського цукрокомбінату. В 1980 році був обраний головою правління колгоспу «Перемога» села Уладівка.
Працював першим заступником голови райвиконкому Літинської районної ради Вінницької області, начальником районного сільськогосподарського управління, головою районного агропромислового комплексу, інструктором організаційного відділу Вінницького обкому, першим секретарем Літинського райкому Компартії України, головою виконкому Літинської районної ради народних депутатів.
З 1992 року очолював Літинське мале підприємство «Агромонтажкомплект».
З 1998 року неодноразово обирався Літинським селищним головою, депутатом Вінницької облради 1-го та 5-го скликань.
Член Комуністичної партії України з 1971 року, перший секретар Літинського райкому КПУ.
Один із 148 депутатів Верховної Ради України, які підписали звернення до Сейму Республіки Польща з проханням визнати геноцидом поляків події на Волині 1942–1944 років.
Почесний громадянин смт Літин.